# Savigny-sur-Orge
Savigny-sur-Orge é uma comuna francesa localizada a dezenove quilômetros ao sul de Paris, no departamento de Essonne na região da Ilha de França. É a sede do cantão de Savigny-sur-Orge.
Seus habitantes são chamados de Saviniens.

## Geografia

### Comunas limítrofes
A comuna faz fronteira a noroeste com Morangis, ao norte com Paray-Vieille-Poste, a nordeste com Athis-Mons, a oeste com Longjumeau, a leste com Juvisy-sur-Orge, a sudoeste com Épinay-sur-Orge, ao sul com Villemoisson-sur-Orge e Morsang-sur-Orge e a sudeste com Viry-Châtillon

## Toponímia
Atestada sob o nome de Savini em 1100, Savignaicum em 1151, Saviniacus em 1152, Saviniacum em 1307.
O nome de Savigny-sur-Orge vem da presença na época galo-romana de um proprietário de terras, um nativo da Sabínia e chamado Sabino, que evoluiu para a appelação Savinus e depois a grafia atual. Criada em 1793, a comuna adicionou a menção ao curso de água, o Orge em 1801 para se distinguir de muitas outras comunas homônimas.
Mas em latim Sabinum significa " vinho do país dos sabinos", pode-se notar que onze Savigny se situam nos países de vinho e é o mesmo para os Savignac do Sudoeste. Em Savigny-sur-Orge, as encostas têm sido cobertas de vinhas e vários documentos atestam que a profissão de enólogo foi muito prevalecente em Savigny.

## História

### As origens
Os vestígios de sílex talhados, pedras polidas de bronze e cerâmica testemunham a presença humana desde o neolítico e até a época céltica. A origem latina do nome parece indicar a presença de um proprietário de terras na época galo-romana. As peças de bronze descobriram evidências de uma concentração de seres humanos, nos séculos III e IV. Na Idade Média, os monges da abadia de Notre-Dame-des-Champs desenvolveram um mosteiro nos Prés-Saint-Martin.

### Savigny, um castelo e sua vila

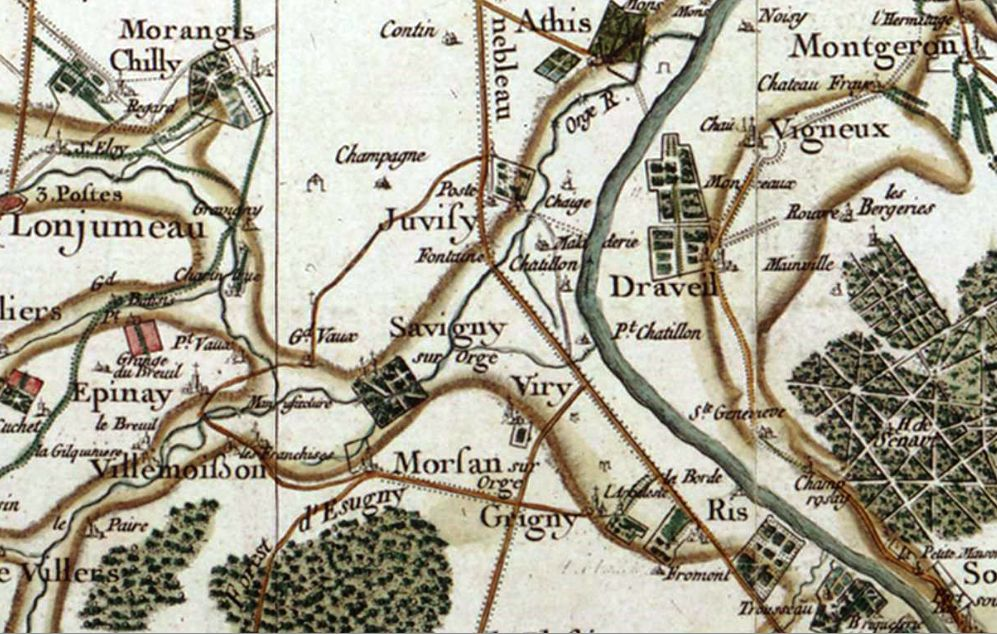
Mapa da região de Savigny no século XVII por Cassini.

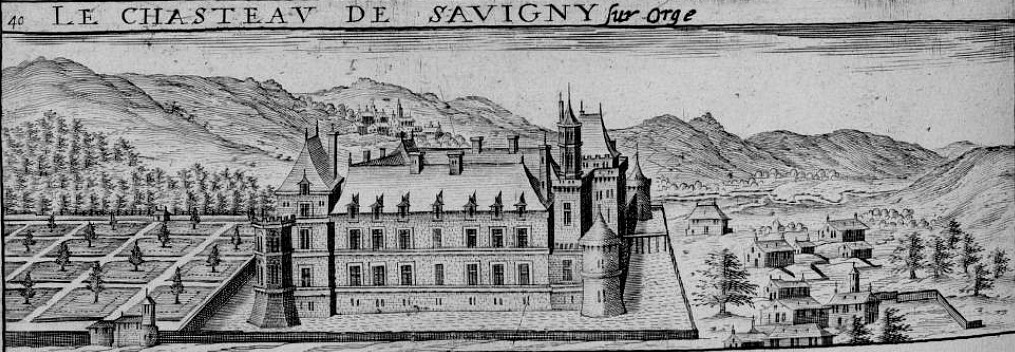
O castelo de Savigny no século XVII.

Por um longo tempo, Savigny era apenas uma pequena aldeia agrupada em torno do castelo senhorial, o território como o das aldeias vizinhas, foi então ocupado por vastos campos no planalto, de vinhas e pomares nas encostas e campos no vale do Orge. No século XI foi construída a primeira capela senhorial.
No século XII foi elevada no planalto a fazenda de Champagne. A igreja Saint-Martin foi construída nesse tempo pelos monges da abadia de Longpont. Durante os Guerra dos Cem Anos, a igreja como muitas outras da região foi destruída e depois reconstruída. Em 1475, Étienne de Vesc, chambellan de Carlos VIII, adquiriu o Domínio de Savigny. Entre 1485 e em 1488, ele estendeu o domínio sobre Champagne e o bois de Viry. Em 1493, a igreja ampliada foi consagrada a São Martinho. Em 1587 foram instalados quatro sinos em Saint-Martin. Charles-François de Vintimille du Luc herdou o senhorio e morreu no castelo em 1740. No século XVIII, Marie-Nicolas Pombo, advogado no Parlamento de Paris ordenou a construção do Domínio de Courte-rente. Entre 1635 e 1797, o domínio de Grand Vaux passa entre diferentes mãos. Pierre Vigier o adquiriu em 1797 e o expandiu até sua morte, em 181, o parque cobrindo então cem hectares.
Em 1801, Pauline de Beaumont doou o domínio de Courte-rente para abrigar seus amores com François-René de Chateaubriand. Em 1802, Louis Nicolas Davout adquiriu o château de Savigny e fez importantes trabalhos. Em 1854, Charles Petit, dono da fazenda de Champanhe criou uma fábrica para a experimentação de destilação da beterraba-sacarina. Em 1855, Louis Adolf Duval, o futuro prefeito da comuna fundou uma fábrica de flores artificiais. Em 1869, a rainha da Espanha, Isabel II no exílio morou no castelo de Savigny.

## Cultura e patrimônio

### Patrimônio ambiental
Cerca de 90 % do território é ocupado por urbanizadas, áreas construídas, o município, bem como das margens de Yvette e a Cevada tinha mantido um caráter natural. A cidade construiu vários parques e praças, incluindo o parque da várzea da Cevada, a praça René Cassin, o parc André Séron, o parque de Champanhe, a praça Georges Brassens, o quadrado do Mestre Dela. As ações de melhoria do município levou-o a ser premiado com três flores no concurso das cidades e aldeias em flor. A porção do parque do castelo de Morsang-sur-Orge, localizado no território do município tem sido identificados como áreas naturais sensíveis,  pelo conselho geral da Essonne.

### Patrimônio arquitetônico
O patrimônio arquitetônico de Savigny-sur-Orge é variado em diferentes épocas da urbanização do território. No centro da cidade está localizado o único monumento inscrito nos monumentos históricos, um marco quilométrico ornado com um barrete frígio, inscrito em 12 de janeiro de 1931. O sino da igreja Saint-Martin fundado em 1787 foi classificado ao título dos objetos em 27 de abril de 1944. A comuna dispõe também do antigo castelo do século XV hoje ocupado pela escola, a fazenda de Champagne do século XII propriedade do Ministério da Justiça.

## Personalidades ligadas à comuna
- Marie de Rabutin-Chantal, marquesa de Sévigné (1626-1696), escritora de cartas.
- François-René de Chateaubriand (1768-1848), escritor.

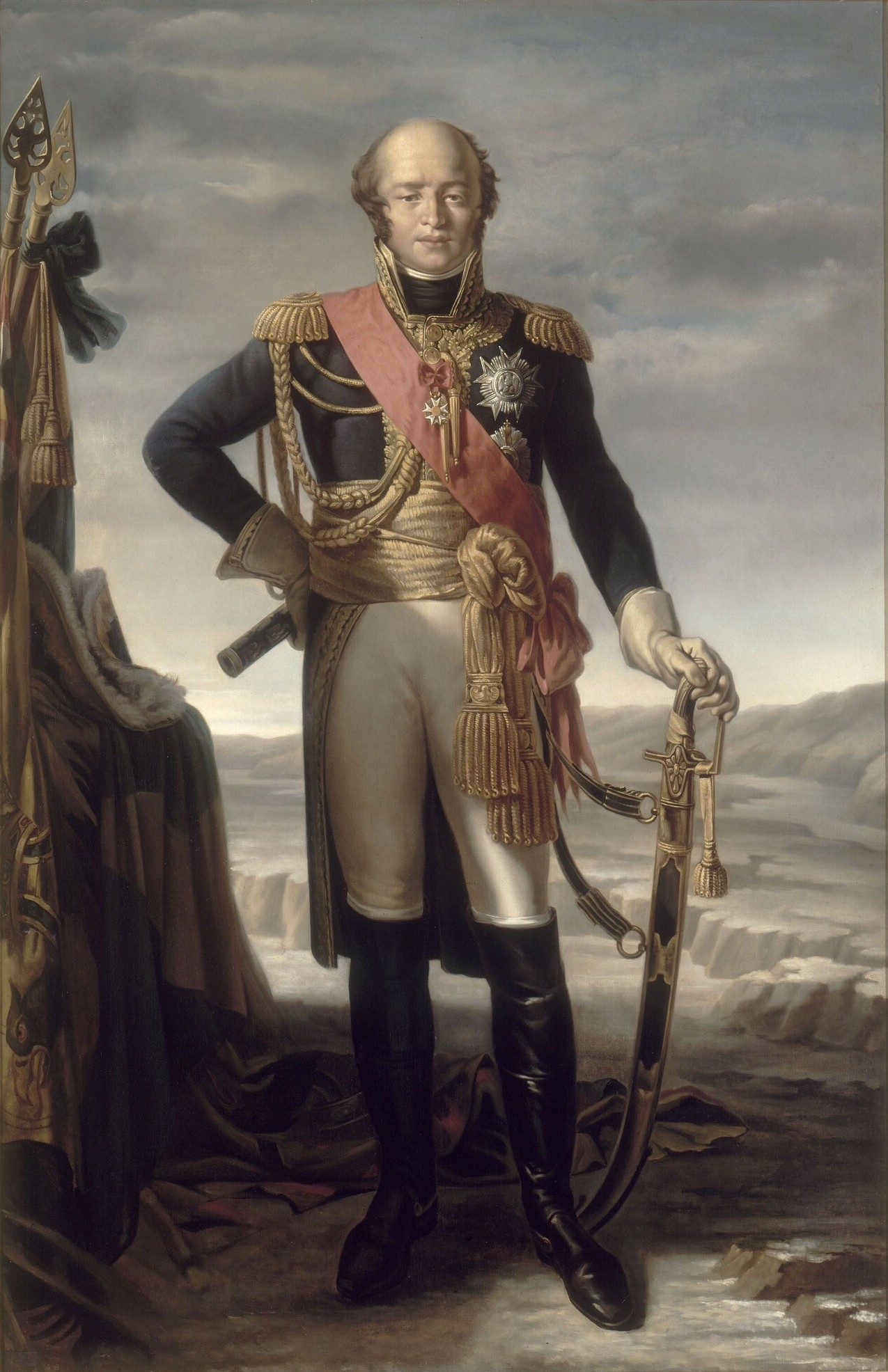
Louis Nicolas Davout.

- Louis Nicolas Davout (1770-1823), marechal do Império.
- Isabel II da Espanha (1830-1904), rainha da Espanha.
- Louis Ducos du Hauron (1837-1920), inventor.
- René Cassin (1887-1976), diplomata e político.